# أمريكان نيوز كومباني
شركة الأخبار الأمريكية والتي هي مجلة وصحيفة وكتاب وأيضا شركة توزيع كتب هزلية أسسها سنكلير توسي في عام 1864  التي هيمنت على سوق التوزيع في الربع الأخير من القرن التاسع عشر والنصف الأول من القرن العشرين. تسبب الانهيار المفاجئ للشركة عام 1957 في حدوث تغيير كبير في صناعة النشر مما أجبر العديد من دور النشر في المجلات والكتب المصورة على التوقف عن العمل.

## سنواتها المبكرة
تعود جذور شركة أمريكان نيوز إلى شركتين في صحيفة مدينة نيويورك وشركتين دوريتين للجملة: شركة سنكلير توسي في ناسو ستيه وشركة ديكستر وهاميلتون وشركاه في 22 آن ستيشن. وكانت هاتين الشركتين من أكبر شركات الأخبار وبائعي الجملة في مدينة نيويورك حين اندماجهما في الأول من فبراير/شباط.
الشركاء السبعة الأصليون هم سنكلير توسي جون توسي وهاري ديكستر وجورج ديكستر وجون هاملتون وباتريك فارلي ووسولومون جونسون. وشكل هؤلاء الشركاء لب إدارة الشركة حتى وفاة آخر شريك على قيد الحياة وهو سولومون جونسون عام 1913. وكان سنكلير توسي أول رئيس للشركة وتلاه بعد وفاته هاري ديكستر والذي خلفه سولومون جونسون.
شكل فرع الشركة في بوسطن من خلال تولي أعمال دورية الجملة لبائع الكتب في بوسطن ألكسندر ويليامز. في عام 1854، اشترى ويليامز أعمال شركة بتريدج أند كو، التي كانت تعمل في زاوية ستيات ستريت. وأيضا واشنطن والتي هي متجر كبير للمجلة يعرف باسم المستودع الدوري أو الرواق الدوري.
عمل ويليامز في تجارة واسعة كموظف في الصحف والدوريات لتجار خارج المدينة في جميع أنحاء الساحل الشرقي وبحلول الوقت الذي تم فيه تنظيم شركة أي ان سي حيث نما جانب البيع بالجملة من الأعمال التجارية بشكل كبير جدًا بحيث لا يستطيع ويليامز التعامل معه بمفرده جنبًا إلى جنب مع شركتين متنافستين أصغر حجمًا وهما ديلر أند كو وفيدرهن أند كو.
أعيد تنظيم تجارة بوسطن لتصبح شركة تابعة لأمريكان نيوز تحت اسم شركة نيو إنجلاند نيوز مع ويليامز كأحد المساهمين الرئيسيين. في البداية كان ويليامز موظفًا في الشركة الجديدة وكان مالكًا لمتجر بيع الكتب وغادر بعد ذلك بوقت قصير في عام 1869 ليتولى «أولد كورنر بوك ستور» الشهير. وبعد عامين من تشكيل الشركة حيث انها أضافت إلى جانب عملها في الصحف والمجلات أيضا قسم لتشغيل الكتب تحت إشراف السيد دونام والذي نما ليصبح واحدا من أكبر المراكز في البلد.
مع نهاية الحرب الأهلية نمت الشركة بسرعة على طول السكك الحديدية الآخذة في التوسع مع فتح الغرب ومع بدء خدمة السكك الحديدية القارية من الساحل إلى الساحل في عام 1869. حيث تقتضي التشريعات التي أقرها الكونغرس أن تقوم السكك الحديدية بنقل الصحف والدوريات كبريد بالجملة من الدرجة الثانية بمعدل إعانة منخفض خاص - 1 في المائة لكل رطل لأي مسافة بين وكالات الأنباء. 
وحتى يتسنى إرسال مجموعة من صحف نيويورك عبر القارة إلى لوس أنجلوس بنفس السعر الذي يمكن شحنها به عبر النهر إلى نيوآرك – وأي ان سي حيث استغلت الرابطة توافر وسائل نقل رخيصة بالسكك الحديدية لتوسيع شبكة توزيعها عبر القارة. وحتى قبل المنافسة إلى حد أنها قامت بأغلاق فعلي لاي منافسين محتملين خارج السوق وأنشأت مستودعاتها الدورية بالمئات في كل مدينة وبلدة كبيرة على نظام السكك الحديدية.
وفي الوقت نفسه كان عدد الدوريات التي تنشر في أميركا في تزايد: حيث قدر فرانك موت في مجلة «تاريخ المجلات الأميركية» أن عدد العناوين التي تنشر قد ازدهر من 700 عنوان في نهاية الحرب الأهلية إلى 3300 عنوان في عام 1885.